# 三升家勝次郎
三升家 勝次郎 （みますや かつじろう）は、落語・音曲の名跡。勝治郎と表記することもある。現在は空き名跡となっている。

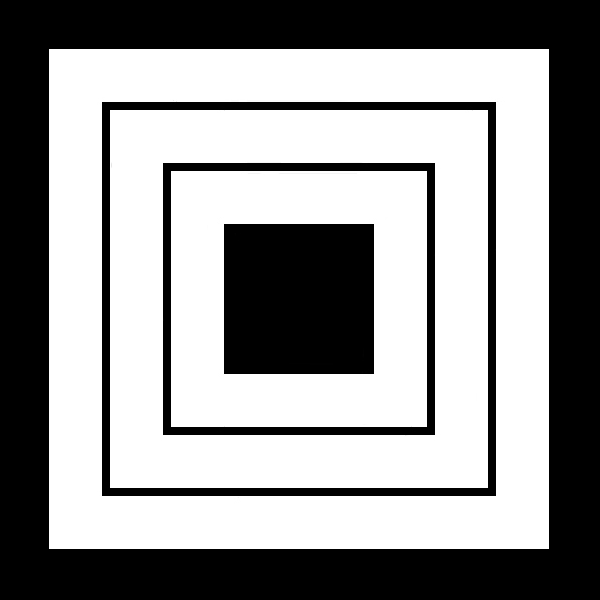
三升家勝次郎定紋「三升」

## 初代
初代三升屋 勝次郎 （生没年不詳）は、音曲師。俗称は藤吉。
最初は初代三升亭小勝門下で小石となり、天保8、9年ころに勝次郎（勝治郎）となる。音曲『大津絵』・『両国八景』を得意とした。明治元年ころまで名前が確認できるが、没年は不詳。

## 2代目
2代目三升家 勝次郎 （生没年不詳）は、江戸出身の寄席芸人。幼名は加満三郎。
初代勝次郎の実子。嘉永初頭のころの生まれと推測される。父の下で2代目小石（父の初名）となった後に、1875年ころから2代目勝次郎を継ぐ。明治12年ころまで活動が確認出来る。

## 3代目
3代目三升家 勝次郎 （嘉永2年9月（1849年10月ないし11月） - 明治39年（1906年）3月6日）は、江戸出身の音曲師。本名は鈴木（のち三輪、下宿業を営んでいた三輪おらくの入夫になったため改姓した）政吉。
京橋区加賀町の指物職の鈴木浅次郎の4男として生まれる。芝区の消防夫だったが同時に音曲を好んでおり、『木遣くずし』は職業柄好評だった。
音曲好きが長じて寄席に出るようになる。初めは6代目桂文治門下で文六となり、芸人の仲間入りを果たす。後に談洲楼燕枝門下に転じ燕録と改名、間もなく歌舞伎の世界に飛び込み2代目中村鷺助門下に入って土生平となった。
その後再び寄席に戻り2代目柳亭左楽（ないし初代柳亭左龍）門下で左太郎となり、後にまた改名して左鶴となる。1879年に再び燕枝門下でつばめ（柳家つばめを名乗った最初の人物であるが、代数からは外されている）と改名。更に燕枝の門人の3代目春風亭柳枝の譲り弟子になり2代目春風亭梅枝となった。
1896年3月上席で3代目勝次郎を襲名し、銀座金沢亭で襲名披露を行なった。元消防夫ということから、消防団の贔屓も多く、勝次郎の売り出しの手助けとなっていたのと同時に、毎年出初式では勝次郎が先頭で音頭を取るのが恒例だった。音曲は梅枝時代から一級品だったという。音は『富士の白雪』が残されている。
当時の新聞には
細い喉で婀娜っぽい声。それ一方で売出た勇み肌も道理、原はめ組の消防団元清元の達人にて落語好きより今の柳枝の門人となり忘れしが何とやらいふ名なりしを声の能き所から先代梅枝の跡を嗣て其名弘を七八年後、京橋金沢にて催せしし時東京各組の消防夫力を添へて非常な景気此時より売出せし（『読売新聞』1890年7月27日）
1906年3月7日に死去。墓は染井の法成寺にあり、戒名は柳徳院清風日勝居士。
死亡記事には
柳派の音曲師にて美音の聞江ありし三升家勝次郎師事三輪政吉（五十七）は旧臘十二月迄各席に出席相変わらず人気ありしが去一月中フト風邪の心地とて打臥したる儘医療を受居たるに二月下旬より心臓病となりて病勢益重り昨六月午前九時半頃突然心臓麻痺を起こし終に死去したり…（『東京朝日新聞』1906年3月7日）

## 4代目
4代目三升家 勝次郎 （慶応4年2月（1868年2月ないし3月） - 大正12年（1923年）8月7日）は、音曲師。本名は本多吉之助。通称「カッパの勝次郎」。
芸人になる前は日本橋浜町二丁目で油商を営んでいた。最初は音曲師の2代目富士松ぎん蝶門下に入り、ぎん楽を名乗った。後に初代柳亭左龍門下に転じ右龍、さらに2代目談洲楼燕枝門下で小燕三から燕雀となった。
その後年代は不明だが4代目勝次郎を継いだ。1920年ころは春の家駒之助と掛合噺をやっていた。音曲師として期待されたが、3代目ほどの活躍は見られなかった。1923年死去。享年56。墓は築地の妙泉寺、戒名は釈勝静信士。
娘は女道楽の三升家三喜之助で、柳亭左喬（1898年 - 1945年3月10日、本名・田中喜久司）と結婚して夫婦漫才を組んだ。左喬自身も1928年に一時的ながら勝次郎の名跡を継いだが、1年ほどで元の左喬に戻している。

## その他の勝次郎
8代目雷門助六の話によると、6代目助六門下で五郎助から勝次郎を継いだ人がいたという。活動時期は大正末から昭和極初期ころと思われる。